# Nyctiphantus costos
Nyctiphantus costos es una especie de insecto coleóptero de la familia Chrysomelidae.
Fue descrita científicamente en 1902 por Semenov.